# Dialetto teramano
Il dialetto teramano (terramanë o terramà a seconda dei luoghi) è un idioma romanzo parlato nella città italiana di Teramo e in alcuni centri della sua provincia; appartiene al vasto raggruppamento dei dialetti italiani meridionali ed è dunque affine alla lingua napoletana.
È da premettere innanzitutto che l'area teramana è la più settentrionale del dominio dei dialetti a vocale finale indistinta (il cosiddetto scevà, indicato con ë o ə) ed è, insieme a quella ascolana, la saldatura con l'area della 3ª zona laziale-umbro-marchigiana a finale piena, che giunge fino alle frazioni meridionali dell'Aquila, alla Marsica occidentale, ad una parte del Basso Lazio, e, sul versante adriatico, poco più a sud del fiume Aso.
Il teramano appartiene, come tutti gli altri dialetti dell'area adriatica, alla famiglia abruzzese orientale, quella cioè della metafonesi parziale solo da -i: il dialetto della città, nonché quelli delle aree site un po' più a nord ma specialmente a sud, presenta i maggiori legami di affinità con il pescarese cittadino e rurale, per le vicende storiche che hanno accomunato le due zone, che per secoli hanno fatto parte di un'unica area amministrativa, quella dell'Abruzzo Ulteriore; per cui malgrado la maggiore vicinanza geografica con Ascoli Piceno e la sua provincia, le parlate teramane tendono a differenziarsi abbastanza visibilmente da esse, salvo che per il lessico, e a produrre, nell'area della Val Vibrata, i fenomeni linguistici più svariati ed interessanti, frutto di continue sovrapposizioni linguistico-fonetico-lessicali.

## Il dialetto di Teramo città e dei centri limitrofi
Il tratto fonetico qualificante che contraddistingue questo dominio - comprendente oltre al capoluogo i centri limitrofi di Campli, Bellante, Mosciano Sant'Angelo, e in misura minore Sant'Omero, Tortoreto e Basciano - è il frangimento vocalico, che determina una serie di esiti a seconda della vocali originarie latine:
- le originarie chiuse é, ó si sono frante in à: nàve per "néve", quàllë per "quéllo", persàne per "persona", mentre "e" ed "o" aperta non si frangono;

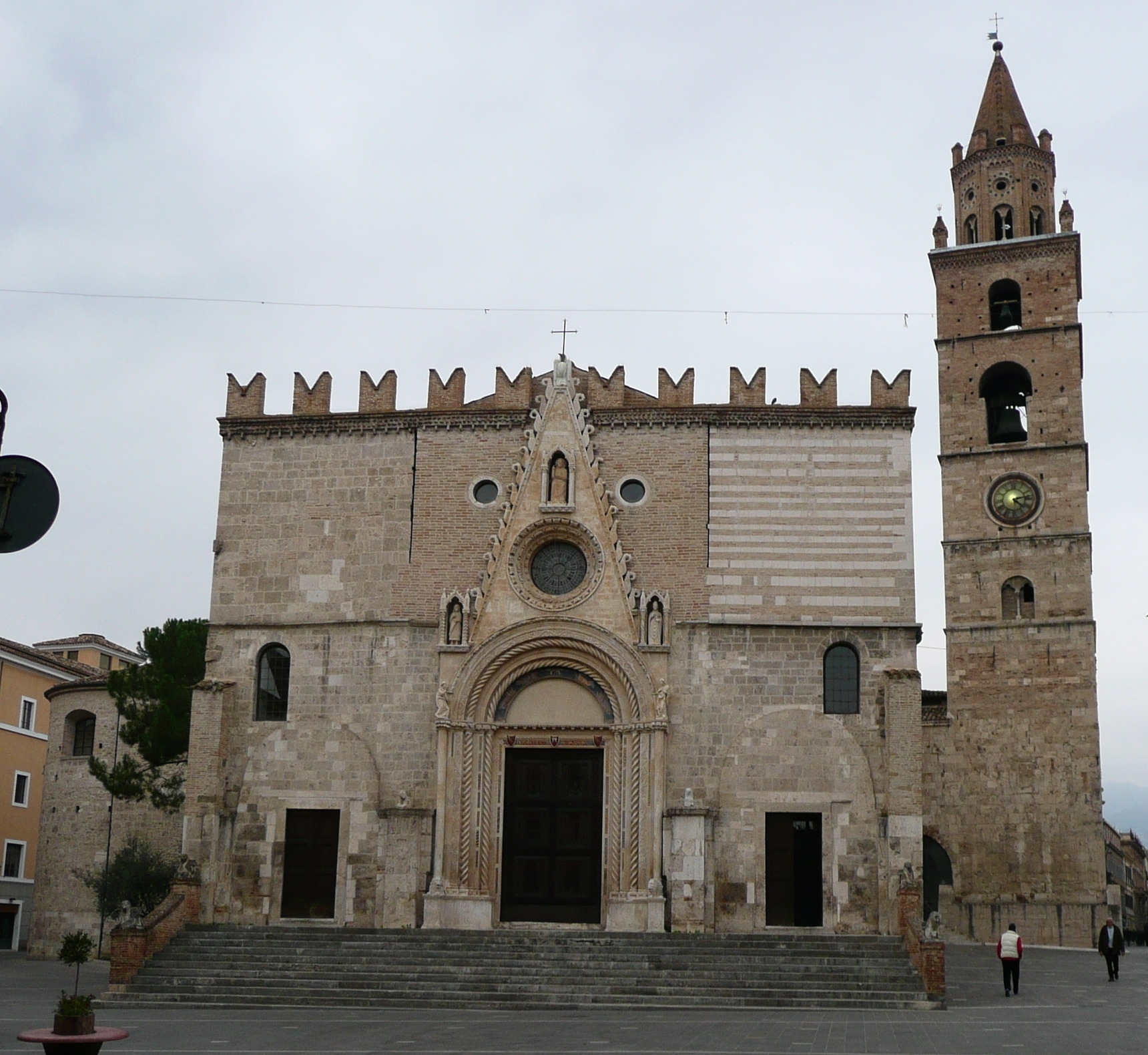
Duomo di Teramo

• di riflesso, si è avuta la palatalizzazione di  à, trasformatasi quasi in una è aperta, sollecitata da necessità strutturali, e che può essere resa con un segno grafico intermedio tra la "a" e la "e", ossia æ (in uso nell'alfabeto scandinavo, ad es. næve per "nave", lætte per "latte"); invece è solo nell'area meridionale della provincia Castelli, Bisenti, Arsita, Castiglione Messer Raimondo, Castilenti, così come nei centri contigui della confinante provincia di Pescara (Elice e Città Sant'Angelo) che la "a" viene resa con una vera e propria è aperta (pijètë per "presa", magnè per "mangiare");
- passando poi ad esaminare le originarie  è aperte, che come detto non si frangono, per la spinta appena esaminata di "a" trasformatasi in "æ/è", è possibile registrare una certa tendenza - specie nella parlata dei più anziani, mentre presso le recenti generazioni è in via di regresso, anche per l'influsso dell'italiano standard - a pronunciarle in maniera non propriamente "chiusa" ma comunque con sfumature "medie", tendenti talvolta al chiuso (bélle per "bèllo", apérte per "apèrto", cérte per "cèrto", ecc.): questo fenomeno è assente nei soli centri di Castelli e Bisenti perché qui le "e" aperte sono distinte dalle "e" chiuse anche nel parlato italiano.

Dato il quadro così delineato, è probabile che l'area teramana sia stata uno dei principali centri di irradiazione dei frangimenti vocalici, al punto che essi sono ancora riscontrabili non solo nei centri più piccoli, ma anche nelle principali città, quali la stessa Teramo o Giulianova, nonché presso le ultime generazioni, che si presentano anche "orgogliose" di questo tratto fonetico: esse infatti continuano ad adoperarli notevolmente quando parlano in dialetto, a differenza di altre aree abruzzesi, dove i frangimenti rimangono in vita solo in alcuni paesi e tra le fasce più anziane della popolazione.

## I dialetti della provincia

### Quadro d'insieme
Il quadro fonetico delle parlate teramane tuttavia è molto complesso, poiché vi è un'area compatta che trasforma é chiusa in ò anziché in "a" (fòmmënë per "femmina" sigaròttë per "sigaretta", ecc). Essa è compresa tra Giulianova e Roseto degli Abruzzi sulla costa e abbraccia pressoché tutta la Val Vomano, (ben rappresentativa è la parlata di Montorio al Vomano), nonché si riscontra in molti centri montani, come Fano Adriano, Crognaleto, Pietracamela, Isola del Gran Sasso. A Castelli e Bisenti essa si ricongiunge con le parlate della provincia di Pescara (famiglia pennese), dove tale fenomeno dev'essere sopraggiunto successivamente, in quanto - come accennato nel paragrafo precedente - la é nella pronuncia italiana viene mantenuta chiusa, o comunque aperta solo leggermente, e comunque tenuta distinta dai parlanti dalla "è" aperta originaria (lo stesso dicasi per le "o" aperte e chiuse).

### Giulianova

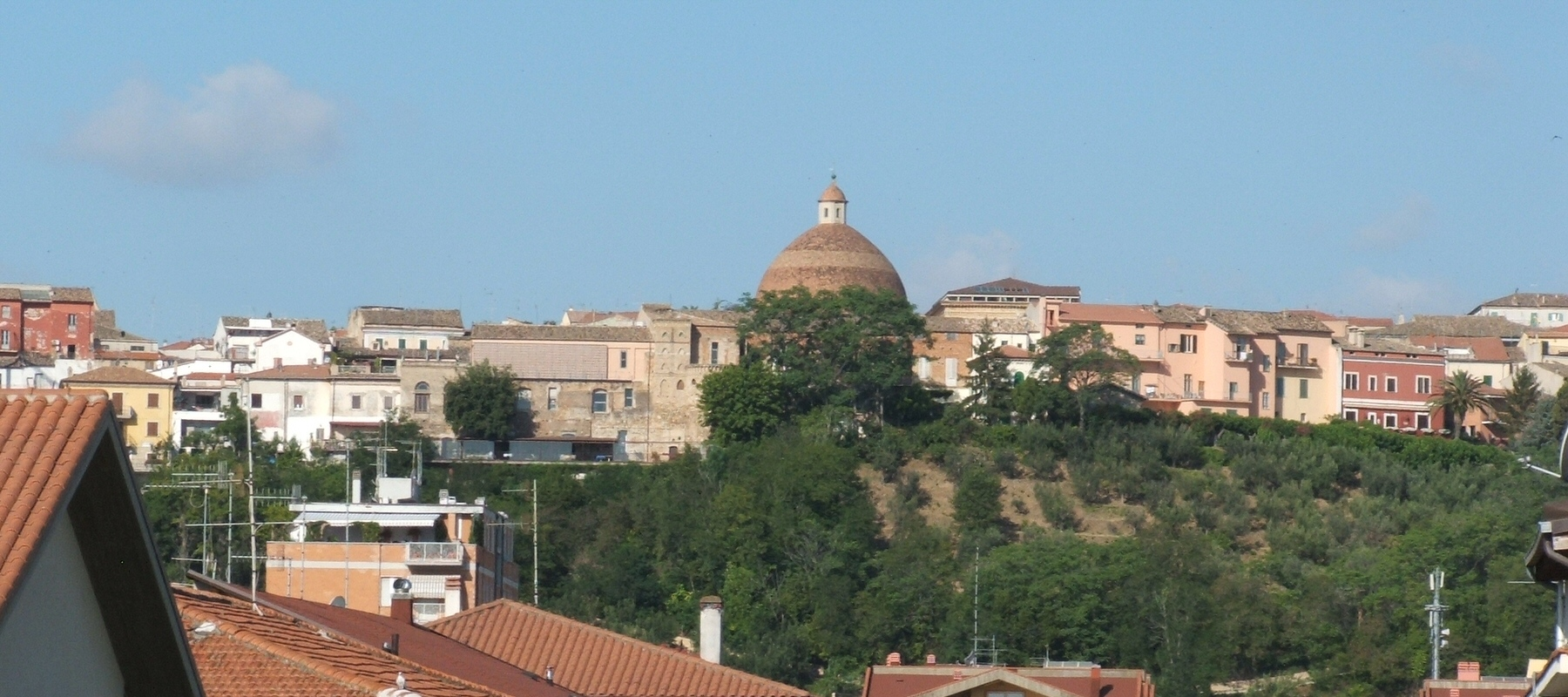
Panorama di Giulianova

Molto interessante a tal proposito è il dialetto di Giulianova: questo centro infatti rappresenta da un lato la punta più settentrionale di penetrazione del frangimento di é in ò, che deve aver percorso la Val Vomano e, giunto sulla costa, aver risalito fino quasi alla foce del fiume Salinello, e dall'altro l'estrema propaggine meridionale dell'apocope dei finali di parola in -ne, -no e -ni, fenomeno tipicamente marchigiano diffuso fino ad Ancona, oltre che, sia pure in maniera del tutto slegata ed autonoma, all'Aquila ed anche in alcuni comuni "pontifici" presso Roma, specie nei Castelli Romani, ma qui è in forte regresso (in virtù di ciò, si hanno ad es. pallò per "pallone", cà per "cane", bè per "bene", ecc.). L'apocope è poi riscontrabile anche nelle frazioni di Bellante più vicine alla Val Vibrata, e si può avvertire sporadicamente pure a Mosciano Sant'Angelo, il cui nome in dialetto può suonare tanto come Musciànë (pronuncia autoctona) quanto come Mëscià, secondo la pronuncia dei numerosi abitanti originari di Giulianova trasferitisi nelle aree confinanti di questo comune: i dialetti di entrambe le località sono comunque rientranti nel "teramano" propriamente detto, in quanto é chiusa volge in à anziché in ò. Altro frangimento significativo è quello di ù in ì (brìttë per "brutto", chjìsë per "chiuso" sichìrë per "sicuro", tì per "tu", da qui il noto detto-scioglilingua "tìttili tìtti tì" per "tienitelo tutto tu"). Esso è presente a Giulianova e Roseto sulla costa, e da lì penetra nei rispettivi centri limitrofi (Mosciano, Bellante, Notaresco, ecc.), e può essersi originato tanto dall'interno verso la costa quanto il contrario. E' possibile poi riscontrare piccole variazioni nei centri limitrofi, come a Canzano, dove ù volge in é (téttë per "tutto").

### Atri

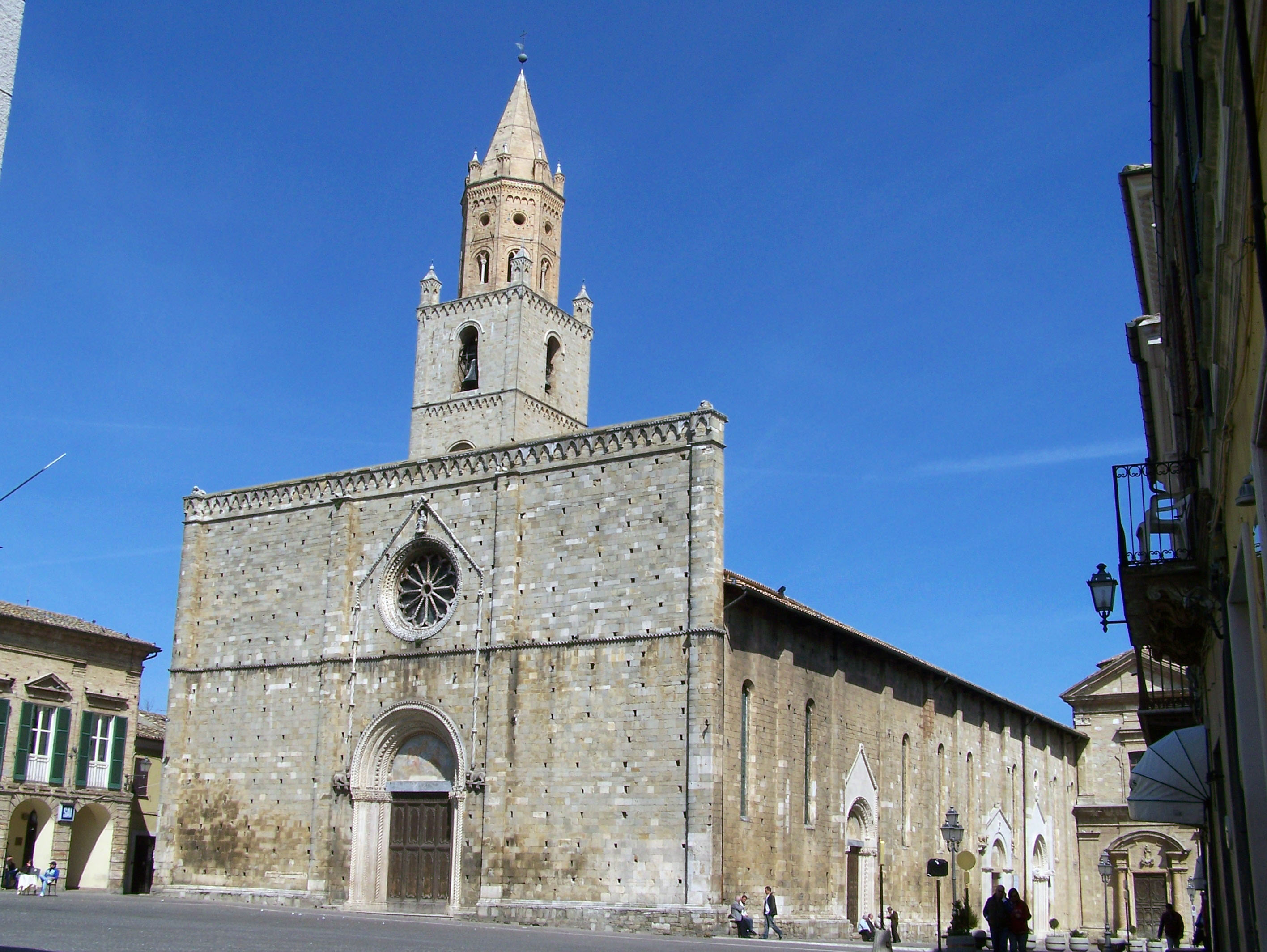
Duomo di Atri

Ad Atri e Pineto invece ricompaiono i frangimenti di é in à (dumànëchë, sàrë), ma a Scerne di Pineto, per l'influsso del rosetano, sono ancora presenti quelli in "o", o forse risultano mischiati e differiscono in base alle origini e alla pronuncia personale dei singoli abitanti. In particolare poi ad Atri le originarie ó chiusa ed ù si trasformano in é (pallénë per "pallone", culérë per "colore", faégnë per "faugni", festa locale, e si tratterebbe di una fase palatalizzata del teramano, ad es. culàrë). Tutto ciò, in aggiunta al fenomeno della palatalizzazione di à in è già analizzato per Teramo (che a sud-ovest di Atri, come a Castilenti, Elice, Città Sant'Angelo, ecc., diventa una vera e propria è aperta: passètë per "passato-a-i") - oltre che alla conseguente tendenza allo "scurimento" delle originarie è in é, e ancora, dell'influsso della maggiore chiusura vocalica delle "e" presente nella non lontana area vestina (da Città Sant'Angelo in giù) - determina, nella coscienza dei parlanti atriani, pinetesi e silvaroli, una forte tendenza a pronunciare tutte le "e" con suono intermedio tra l'aperto (originario) ed il chiuso (indotto), in ogni caso senza distinzione tra "e" aperte e chiuse. Tutto ciò dipenderebbe anche dal fatto che Atri in passato costituisse un'unica diocesi con Penne, e dunque vi sarebbero stati inevitabilmente dei contatti maggiori con l'area vestina, ove appunto le vocali sono pronunciate più chiuse. Infine, anche per le "o" si tende ad avvertire una apertura media, meno aperta cioè rispetto a Teramo, anche se tale fenomeno si manifesta in modo più evidente a Giulianova (per intensificarsi mano a mano che ci si spinge verso Alba Adriatica, dove poi si salda con la pronuncia lineare di tipo vibratiano-ascolano) ed a Roseto e lungo l'area della Val Vomano maggiormente vicina alla costa (Canzano, Castellalto, ecc.), e in particolar modo questo fenomeno si ha tra i più giovani, nel cui italiano regionale non mancano addirittura realizzazioni chiuse fortemente ipercorrette.

## I dialetti della parte settentrionale e occidentale
Mentre, come s'è visto, il confine tra le parlate "teramane" e quelle "pescaresi-pennesi" è molto labile, trattandosi di dialetti della medesima famiglia linguistica, lo stesso non è certamente da dire riguardo ai rapporti tra l'area linguistica teramana e quella ascolana, benché quest'ultima venga comunque ascritta per maggiore semplicità, nel dominio abruzzese: ne deriva che numerosi centri della parte settentrionale della provincia di Teramo presentino maggiori affinità con le parlate dei territori al di là del confine regionale, che perciò non coincide con quello linguistico.

### Area ascolana (Val Vibrata nord-occidentale)
I comuni e le frazioni che possono essere perciò fatti rientrare nell'area linguistica ascolana possono essere ordinati in questa maniera, partendo da quello più affine in assoluto all'ascolano a quelli via via più distanti: Sant'Egidio alla Vibrata, Ancarano, Valle Castellana, Villa Lempa di Civitella del Tronto, Torano Nuovo, Controguerra.

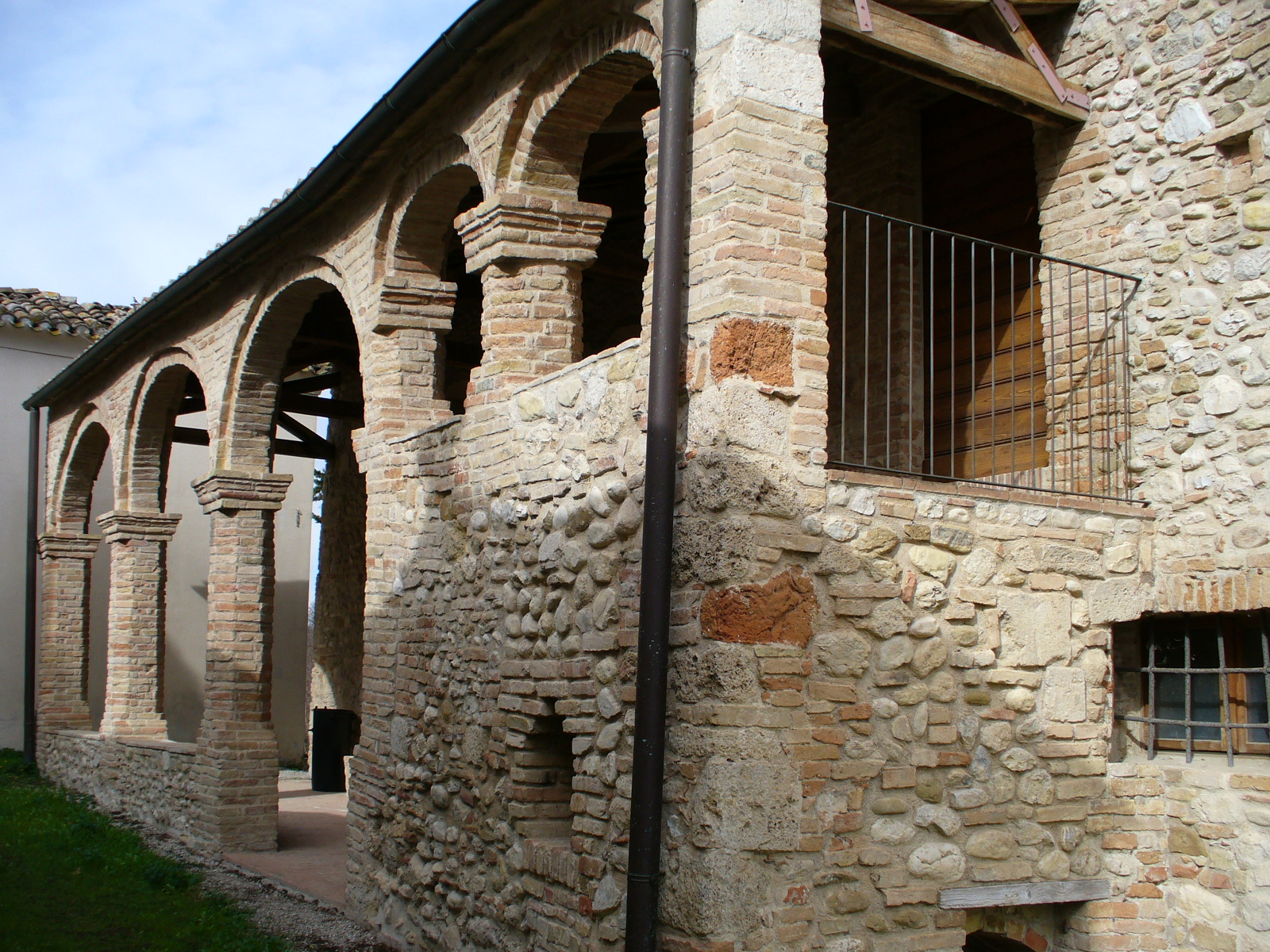
Torano Nuovo, chiesa di San Massimo in Varano

In queste località vigono gli elementi tipici del dialetto ascolano: la metafonesi sannita dittongata in ié e in uò per -u e -i finale nel caso di vocali aperte (biéllë, ciéndë, buónë, ecc.), e in ì e in ù per le vocali chiuse (gërìttë per "giretto", rùscë per "rosso", ecc.); l'assenza totale di frangimenti vocalici, l'apocope dei suffissi -ne, -no (cà per "cane", balcó per "balcone", cuntadì per "contadino", ecc.); la mancanza di caduta della -a finale, che però in alcuni centri si verifica nei vocaboli dove la consonante che precede la a è a sua volta preceduta da una vocale (spésë "spesa" a Controguerra); la caduta della vocale atona "o" all'interno di parola, che non viene scurita in "u" come nel resto della regione, per cui "portare" mentre in Abruzzo diviene purtà nell'ascolano e in Val Vibrata diviene invece përtà, con la "e" appena pronunciata.

### Area di transizione teramano-ascolana (Val Vibrata sud-orientale)
È possibile poi individuare un'area propriamente transitoria tra ascolano e teramano, che comprende innanzitutto Nereto, comune che a lungo fu possedimento ed enclave ascolana nel regno borbonico, e che perciò soprattutto sul piano fonetico-morfologico-lessicale risente dell'ascolano, perché infatti la metafonesi è ancora dittongata in ié e in uò, la -a finale tende a conservarsi - pur essendo frutto di reintroduzioni successive, il che ha prodotto numerosi ipercorrettisimi (la moja, la neva, ecc) - e rimane la distinzione tra "e" ed "o" chiuse ed aperte; tuttavia la cadenza presenta influssi più propriamente abruzzesi rispetto alle località del primo gruppo. Condizioni simili presenta Civitella del Tronto, dove tra l'altro è in uso la forma teramana va bbònë ("va bene"), che convive con quella ascolana e marchigiana in genere va bbè;

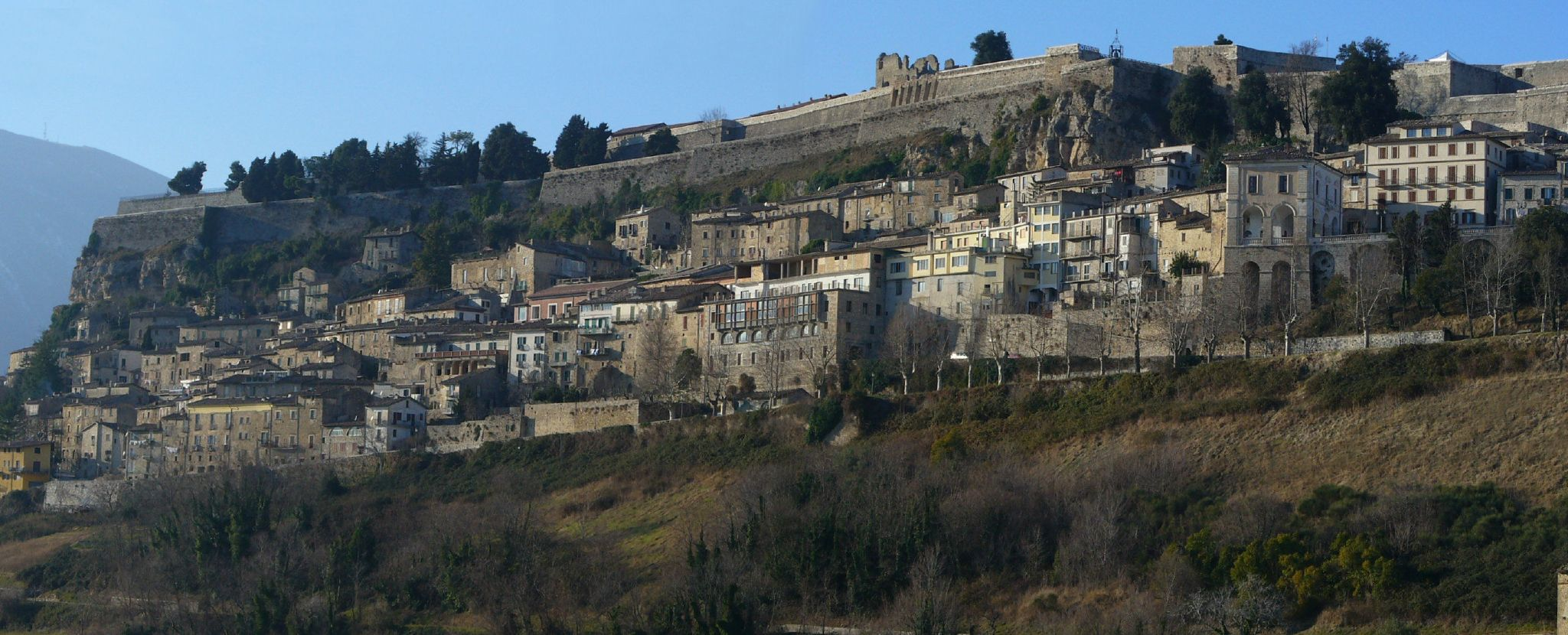
La fortezza di Civitella del Tronto

Relativamente a Corropoli, Colonnella, Sant'Omero (salvo la frazione di Garrufo, il cui dialetto è affine al santegidiese) Martinsicuro ed Alba Adriatica presentano metafonesi monottongata in ì ed ù , sia pure ancora da -u ed -i finali (quindi analoga a quella sambenedettese) ed una pronuncia vocalica già aperta come a Teramo e parte centro-meridionale della provincia (buòna sèra, un calzòne). Inoltre, almeno fino alla metà del '900, Colonnella e Corropoli (che hanno poi "generato" rispettivamente Martinsicuro e Alba Adriatica quali scali costieri), presentavano frangimenti "teramani" di é in à e "giuliesi" di ù in ì, ora estintisi per via della pressione esercitata dalle parlate vibratiano-ascolane, che sono sempre state prive di mutamenti vocalici. 

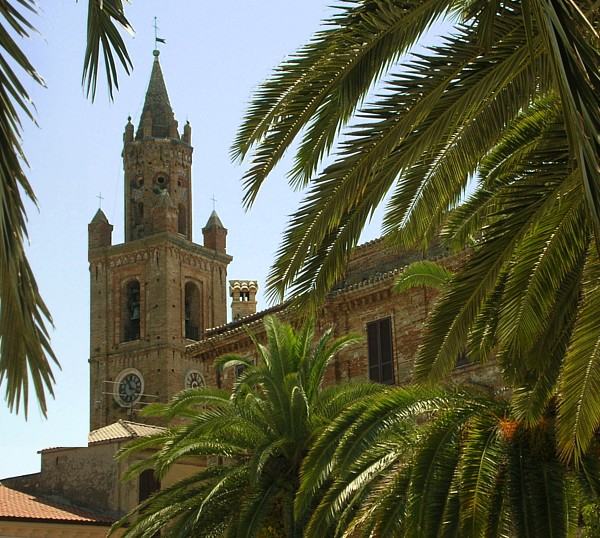
Corropoli

 Anche l'accento di queste zone risulta abbastanza ibrido, sia pure di base più vicino al teramano, ma è lampante come le generazioni più giovani tendano ad essere influenzate dalle pronunce lineari ascolano-vibratiane, specialmente lungo la costa (Alba Adriatica in primis), che negli ultimi 60 anni ha fatto registrare un cospicuo incremento di popolazione, proveniente specialmente dall'entroterra.

### Area interna teramano-aquilana (Val Vomano e Lago di Campotosto)

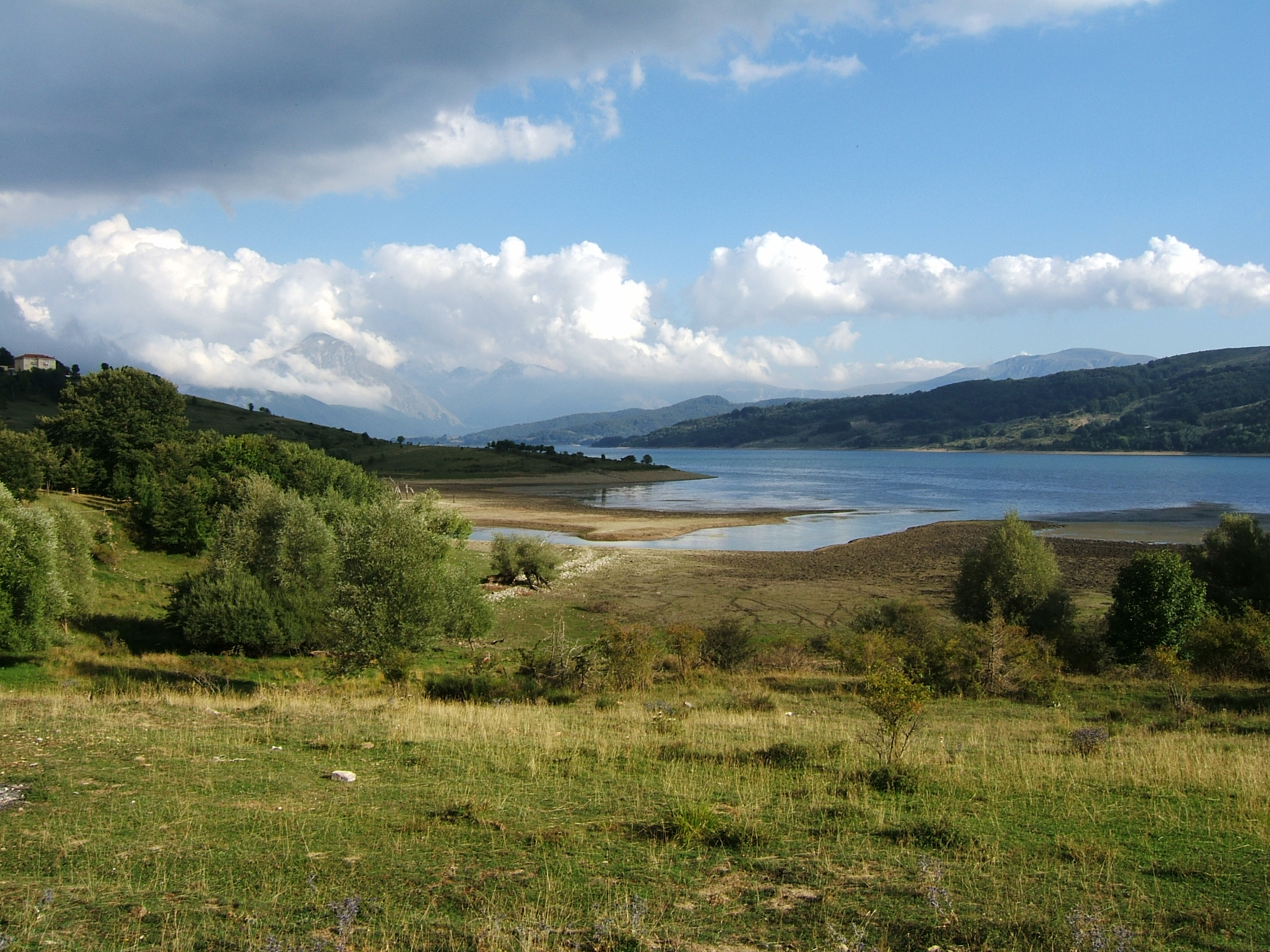
Veduta del lago artificiale di Campotosto

Altro punto di notevole interesse è costituito dalla parte più interna della Val Vomano confinante con la provincia dell'Aquila: in particolare, nei centri di Fano Adriano e Crognaleto (con le varie frazioni) si ha da un lato la prosecuzione dei frangimenti di é in ò, dall’altro la metafonesi anche da -u finale (monottongata in ì ed ù). A ciò si aggiunge inoltre una pronuncia vocalica lineare (senza dunque delle vocali tutte aperte), ed un accento che, pur in prevalenza riconducibile a quello della provincia di Teramo, risente di influssi aquilani: ciò è dovuto alla vicinanza all'area circostante il lago di Campotosto (di origine artificiale), facilmente raggiungibile dalla strada statale 80, ed ai centri aquilani che sorgono nei suoi pressi (Campotosto, Capitignano, Montereale). Pertanto, è proprio in quest’area che è situato il confine tra le parlate teramane (di tipo meridionale intermedio) e quelle aquilane (di tipo mediano). In particolare, i dialetti di tipo teramano risalgono il fiume Vomano e sono dunque parlati anche al di là del confine provinciale, ossia nelle frazioni più orientali del comune di Campotosto (Ortolano e Fucino-Case Isaia), con il lago di Provvidenza che funge da limite geografico netto: presso di esso nacque infatti, negli anni ‘40
del ‘900, una piccola frazione oggi disabitata in cui si parlava un dialetto anch’esso di tipo teramano, perché sorse come villaggio per impiegati Enel che lavoravano sulla diga di Campotosto, parecchi dei quali erano originari dell‘area montana del teramano. Il dialetto vira poi bruscamente all’aquilano (senza dunque aree “grigie“ di confine) a Campotosto paese e nelle sue frazioni più vicine di Mascioni e Poggio Cancelli.

## La pronuncia delle vocali
Come si è già accennato, una caratteristica molto vistosa della parlata di Teramo e provincia risulta essere la pronuncia aperta delle vocali, nel senso che non si ha coscienza, nel parlato italiano, della distinzione tra "e" ed "o" chiuse ed aperte. Ne consegue un sistema definibile come "pentavocalico", ossia composto da cinque vocali ("a", "è" solo aperta, "i", "ò" solo aperta e "u"), che determina l'insorgere di un fenomeno tipico di altre aree italiane a vocali aperte, ossia l'ipercorrettismo: accade cioè che per reagire all'apertura indistinta di tutte le vocali la popolazione tende - in maniera variabile a seconda dell'età, del sesso e della località - a chiudere anche quelle "e" ed "o" che in italiano standard sono aperte. 
L'apertura delle vocali è riscontrabile (sia in dialetto sia in italiano) nella maggior parte dei comuni della provincia di Teramo, specie nella parte centrale e costiera, per arrestarsi a nord presso Martinsicuro senza valicare il fiume Tronto, se non all'altezza della Sentina di Porto d'Ascoli, i cui abitanti più anziani dei casolari in aperta campagna parlano ancora martinsicurese. Tuttavia, è da ricordare che anche l'antico dialetto sambenedettese (ormai parlato soltanto da poche persone anziane) presenta vocali aperte (assenti tuttavia nell'italiano locale), e ciò rappresenta il lascito di antichi frangimenti vocalici un tempo diffusi lungo tutta la costa marchigiana meridionale fino a Porto San Giorgio, quindi in piena area mediana. A sud la pronuncia aperta scende lungo la costa a Montesilvano, Cappelle sul Tavo fino alla parte settentrionale della città di Pescara, un tempo appartenente alla provincia di Teramo (quartieri dei Colli e di Borgomarino nord, che furono popolati rispettivamente da contadini e pescatori provenienti dal teramano), ed inoltre - fatta eccezione per Penne e il suo circondario che hanno isocronismo parziale - è riscontrabile anche nei centri montani dell’area vestina (Farindola e Montebello di Bertona), quale prosecuzione dell’area meridionale interna teramana. È possibile perciò desumere che l'apertura vocalica si sia irradiata da Teramo città in epoca molto antica, al punto che le uniche aree immuni sono le seguenti:
• quella settentrionale, corrispondente alla Val Vibrata e ai Monti della Laga (da Valle Castellana a Nereto), dove vigono condizioni "ascolane", fatta eccezione per i centri costieri (Martinsicuro e Alba Adriatica) e quelli dell'immediato entroterra (Corropoli e Colonnella), che presentano una pronuncia aperta come a Teramo (sia pure in regresso nelle fasce di età più giovani) e che fino a pochi decenni fa hanno mantenuto i frangimenti vocalici;
• quella centrale montana, nei piccoli centri posti lungo la SS80 che collega Teramo all'Aquila (Crognaleto, Fano Adriano e rispettive frazioni): si presume che l'apertura delle vocali non abbia interessato queste zone per via del loro forte isolamento, anche se alcuni paesi di questo comprensorio presentano una pronuncia aperta, come è il caso di Pietracamela;
• quella meridionale al confine con la provincia di Pescara, dove vige l'isocronismo sillabico parziale, limitato cioè alla chiusura delle vocali aperte in sillaba libera ("béne", "cósa"), e quindi con il mantenimento della pronuncia chiusa delle vocali in sillaba chiusa (“détto”, “cónto”): tuttavia, analogamente alle aree prima esaminate, a centri con tali caratteristiche, cioè Castelli e Bisenti, se ne affiancano altri in cui le vocali assumono un unico suono aperto, come Arsita e Castilenti, mentre a Castiglione Messer Raimondo vige una situazione intermedia, con le “e” tutte aperte (con tendenza a chiusura ipercorretta) e le “o” con isocronismo parziale.
La pronuncia aperta delle vocali (con frangimenti residui o estinti) si può riscontrare anche nelle località collinari del Molise settentrionale prospicienti l'Adriatico (Petacciato e Montenero di Bisaccia) - che si pongono quale prolungamento meridionale dell’area dialettale vastese, essendo quest'ultima caratterizzata da frangimenti simili a quelli teramani, pur non presentando nell’italiano regionale vocali aperte bensì isocronismo parziale - ed infine ricompare nel punto isolato di San Giovanni Rotondo sul Gargano, nel cui antico dialetto erano altresì presenti frangimenti. C’è da dire poi che le vocali aperte sono presenti infine anche nell'estremo meridione (Sicilia, Calabria, Salento): ovviamente, siccome queste ultime aree non poterono in alcun modo essere entrate in contatto con il teramano, né con altre aree meridionali intermedie a vocali aperte, è da escludere categoricamente che possano averne influenzato la pronuncia, per cui l’unica ipotesi plausibile è che i frangimenti dovettero manifestarsi in una fase talmente precoce da influire sulla resa dell’italiano locale, aprendone quindi le vocali; inoltre, come già accennato, le aree di transizione ascolano-teramane a vocali aperte, pur non presentando frangimenti allo stato attuale, ne erano dotate fino a mezzo secolo fa.

## La varietà di italiano regionale
La parlata del capoluogo ha finito per diffondersi un po' in tutti i centri della provincia, specialmente nelle aree interne: lo stesso non può dirsi per la costa, ove da Tortoreto verso nord si fanno sempre più forti gli influssi ascolano-sambenedettesi, già storicamente presenti nella Val Vibrata, mentre nella zona centro-meridionale (Atri-Pineto-Silvi) si ha piuttosto una marcata influenza della parlata della non distante area metropolitana di Pescara - Montesilvano, soprattutto nel gergo giovanile: ne è un esempio l'espressione "marinare la scuola", che mentre a Roseto e Giulianova è resa ancora come a Teramo, ossia fare cùppe, a Pineto invece viene volta già in fare filone, come nella sottostante area pescarese/chietina e il resto dell'Abruzzo e dell'Italia centro-meridionale in genere.
Il registro linguistico della varietà locale italiana teramana viene spesso scambiato da chi viene da altre aree d'Abruzzo per quello di una parlata marchigiana, al punto che gli anziani pastori di Scanno utilizzavano per gli abitanti di Teramo e provincia l'appellativo di "marchìttë" in senso spregiativo. Infatti l'area teramana, situandosi al limite settentrionale dell'Abruzzo, risente di un discreto influsso piceno (marchigiano meridionale) nell'andamento prosodico del parlato: ciò risulta evidente soprattutto nella modulazione delle frasi interrogative, nel senso che le domande vengono rese con un'intonazione della frase in senso ascendente, in maniera cioè abbastanza simile all'ascolano; anche la parlata giovanile tende ad assumere caratteristiche tali da essere considerabile ad orecchio come accento "intermedio" tra quello dell'area metropolitana pescarese e quello ascolano. Ciò è riscontrabile pure nel lessico, poiché sono in uso diversi vocaboli ed espressioni molto popolari nelle Marche, specie ad Ascoli Piceno e provincia, come mi dà gušto per "mi piace", frechino per "bambino", abboccare per "finire in carcere", buffo per "debito", è piovuto invece della forma "ha piovuto", che invece è tipica della maggior parte dell'Abruzzo.